# Abu-Abd-Al·lah I
Abu-Abd-Al·lah (I) Muhàmmad ibn Abi-Hammú o, més senzillament, Abu-Abd-Al·lah I fou sultà abdalwadita de Tlemcen del 1401 al 1411. Fou conegut com a Ibn Khawlan.
Va pujar al tron el 1401 en una conspiració instigada pels marínides que hi van participar directament. El seu germà Abu-Muhàmmad I fou enviat a l'exili al Marroc amb alguns parents i els habitants van jurar fidelitat al nou sultà. Va tenir un regnat pacífic i en general just.
Va morir per causes naturals el dimarts 3 de març de 1411. El va succeir el seu nebot Abd-ar-Rahman I ibn Abi-Muhàmmad (fill d'Abu-Muhàmmad I).